# Заясовник
Заясовник (словен. Zajasovnik) — поселення в общині Камник, Осреднєсловенський регіон, Словенія. Висота над рівнем моря: 541,4 м.